# Yamaha
Yamaha Corporation (яп. ヤマハ株式会社 Ямаха кабусики гайся) — японская транснациональная компания, крупнейший производитель музыкальных инструментов, также занимается производством акустических систем, звукового оборудования и спортивного инвентаря. Штаб-квартира компании расположена в Хамамацу (префектура Сидзуока). Основана 12 октября 1887 года.

## История
Yamaha основана в 1887 году предпринимателем Торакусу Ямахой (1851—1916) — сыном самурая из Нагасаки. В 1887 году к Ямахе, занимавшемуся тогда ремонтом медицинских инструментов в Хамамацу (префектура Сидзуока), обратилась местная школа с просьбой починить язычковый орган (фисгармонию) американского производства. После завершения ремонта Ямаха увлёкся конструированием музыкальных инструментов и в 1889 году основал Yamaha Organ Manufacturing Company — первую японскую компанию по производству западных музыкальных инструментов, а спустя восемь лет, в 1897 году, создал компанию Nippon Gakki (с яп. — «японские музыкальные инструменты»), символом которой стали камертоны, а товарным знаком — фигура китайского феникса с камертоном в клюве.

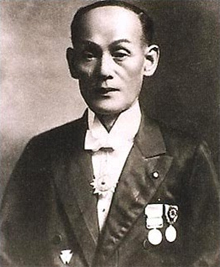
Торакусу Ямаха

В 1897 году компания Nippon Gakki получила свой первый заказ на экспорт 78 органов в Юго-Восточную Азию, а в 1900 году выпустила первую партию фортепиано. В 1902 году началось производство первых роялей Yamaha, а в 1904 году орган и пианино производства компании Yamaha получили гран-при на Всемирной выставке в американском городе Сент-Луисе.
В 1903 году, используя свой опыт в деревообработке, компания приступила к изготовлению мебели. В 1914 году Yamaha начала выпуск губных гармоник, в том же году начала их экспорт. С началом Первой мировой войны ввоз в Японию импортных (в основном немецких) музыкальных инструментов прекратился, чем воспользовались местные производители, в том числе Nippon Gakki. Несмотря на смерть основателя, компания быстро расширялась, к 1920 году у неё было 1000 сотрудников, она производила 10 тысяч фисгармоний и 1200 фортепиано в год. Однако в последующие пять лет компания оказалась на грани банкротства: рост курса иены сделал продукцию менее конкурентоспособной при экспорте, в 1922 году сгорели две фабрики компании, а Великое землетрясение Канто 1923 года разрушило токийский офис и повредило ещё несколько фабрик. Восстановлением компании занялся Каити Каваками, директор Sumitomo Wire Company, ставший президентом Nippon Gakki в 1927 году.
В 1921 году японское правительство приняло решение задействовать опыт компании Yamaha в деревообработке для создания авиационных пропеллеров. Спустя 10 лет компания перепрофилировала производство на выпуск металлических пропеллеров и других деталей для самолётов, в том числе для истребителей во время Второй мировой войны. Впоследствии технологии металлообработки были востребованы для отливки рам для роялей и пианино, а в дальнейшем — при производстве духовых инструментов. В 1922 году Nippon Gakki начала выпуск высококачественных фонографов, в 1930 году была основана первая лаборатория анализа акустики, в 1932 году — освоено производство духовых органов, а с 1941 года — производство акустических гитар. После бомбардировок во время войны уцелел только один завод компании, восстановление проходило в основном за счёт американской финансовой помощи. В 1947 году был возобновлён экспорт фисгармоний.

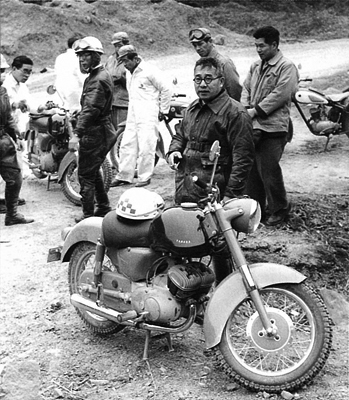
Гэнъити Каваками, президент Yamaha в периоды 1950—1977 и с 1980—1983 годов

В 1950 году на посту президента компании Каити Каваками сменил его сын, Гэнъити Каваками. 

В 1954 году была основана система музыкального образования Yamaha Music School. В этом же году начат выпуск первых аудиосистем класса Hi-Fi.
Благодаря накопленному опыту в области металлобработки в 1955 году было запущено производство первой модели мотоцикла Yamaha YA-1, за год было произведено 125 мотоциклов. В том же году подразделение по производству мотоциклов было преобразовано в компанию Yamaha Motor Co., Ltd.
В 1956 году компания впервые приняла участие в выставке музыкальных инструментов в Чикаго, в 1958 году открыт первый филиал за рубежом — в Мексике, а в 1960 году открылся филиал в Лос-Анджелесе (США), получивший подряд на пианино для местных школ.
В 1959 году был основан бизнес по производству товаров для стрельбы из лука (был закрыт в 2002 году). 

В 1959 году была открыта Техническая лаборатория Yamaha, в том же году компания выпустила первый в мире электроорган на транзисторах D-1 Electone.
Благодаря исследованиям в области металлов компании удалось создать линию стекловолоконного оборудования и в 1961 году компания начала производство лыж, лодок и других товаров из волоконно-армированного полимера.
В 1962 году открывается подразделение Yamaha Recreation, которым были созданы курортные комплексы для музыкального и спортивного досуга[уточнить]: Nemu-no-Sato в 1967, Tsumagoi в 1974, Katsuragi в 1976, Haimurbushi в 1979 и Toba в 1964.
В 1965 году фирма начала выпуск труб на заводах Kakegawa и Iwata, в 1970 году Nippon Gakki объединилась с производителем духовых инструментов Nippon Wind Instruments (в настоящий момент Saitama Factory); позднее, в 1977 и 1978 годах соответственно, были открыты мастерские духовых инструментов в Токио и Гамбурге. Также в 1965 году произошло открытие первой музыкальной школы Yamaha за рубежом — в Лос-Анджелесе. К 1966 году компания стала мировым лидером по производству фортепиано, изготавливая 100 тысяч инструментов в год.

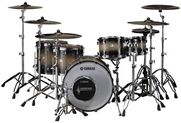
Барабанная установка Yamaha серии PHX

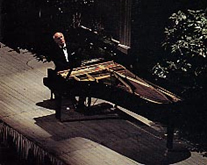
Святослав Рихтер играет на рояле серии CF на музыкальном фестивале в Ментоне в 1968 году

В 1966 году в ФРГ было открыто европейское отделение компании Yamaha Europa, а также, при сотрудничестве с министерством образования Японии, создаётся фонд Yamaha Music Foundation с целью повышения квалификации учителей музыки и продвижения музыкального образования. Музыкальные школы Yamaha открываются в Мексике, Канаде и Таиланде. 

Также в 1966 году были открыты линии по производству электрогитар и барабанов, Yamaha запатентовала технологию производства барабанов Air-seal System.
В 1967 году компания представила свой первый концертный рояль серии CF.
В 1968 году корпорация (в то время — Nippon Gakki Co., Ltd) начинает выпуск акций.

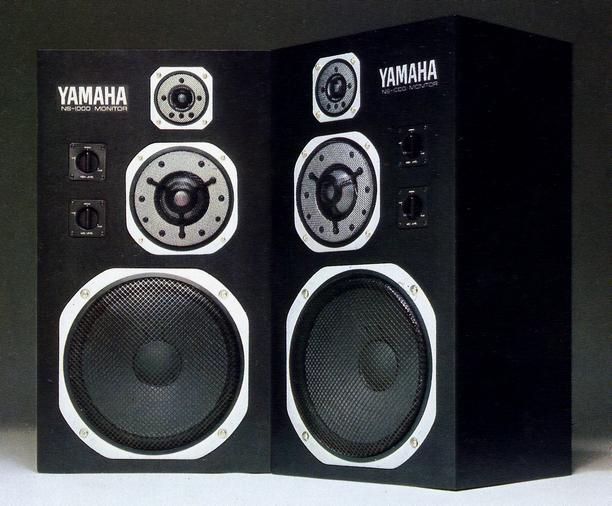
Yamaha NS 1000M

В 1971 году компания построила завод по производству микросхем.
В 1976 году был открыт завод по производству больших интегральных схем (БИС; LSI, Large-Scale Integration), позволивших перевести электронные инструменты компании на цифровые технологии. Позже на основе этих заводов было сформировано подразделение Yamaha LSI (Large Scale Integration). Это подразделение занимается производством схем для FM-синтеза, графических контроллеров, с 1999 года — электронных чипов тон-генераторов для мобильных телефонов, с 2002 года — микросхем для цифровых усилителей, а с 2005 года — чипов для GPS-навигации. В отличие от многих европейских и японских компаний, вынужденных продать свои полупроводниковые подразделения китайским собственникам, Yamaha и в 2000-е годы продолжила выпускать микросхемы (в том числе и БИС) на собственных мощностях, что приносит не слишком большой доход (около 5 %), но позволяет при разработке AV-компонентов ориентироваться на собственную элементную базу.
В начале 1970-х годов  компания приступает к производству интегральных (полных) усилителей: в 1973 году компания начинает выпуск интегральных усилителей с дебютной модели Yamaha CA-700; у модели не было выдающихся характеристик или примечательного внешнего вида, но благодаря ей фирме удалось освоить новый сегмент.
В 1983 году компания выпустила полный усилитель Yamaha A-2000, отличавшийся «люксовым» внешним видом, имевший два трансформатора (для класса A и AB, соответственно), электролитические конденсаторы общей ёмкостью в 220 000 мкФ . Высокие оценки экспертов и коммерческий успех позволили компании надолго закрепиться в лидерах данного сегмента.
В 1973 году освоен выпуск теннисных ракеток, также начато полномасштабное производство и продажа предметов мебели.
С 1974 началось производство музыкальных инструментов в США (действовало по 2007 год). Также в 1974 году было начато производство АС NS-1000M (серия NS выпускается с 1967 года) с бериллиевой диафрагмой, а также первого синтезатора CSY-1 и первого аналогового микшера PM-1000. В 1976 году было начато производство электропианино.
В 1980 году Yamaha организовала учебный центр Piano Technical Academy (Техническая академия фортепиано), тогда же был начат выпуск портативных клавишных инструментов PortaSound. В 1982 году фирма разработала линию углеродных композитов для производства снаряжения для гольфа.
В том же году компания представляет первый проигрыватель компакт-дисков CD-1 и поступает в продажу первое пианино «Дисклавир».

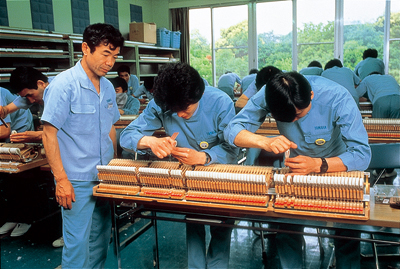
Техническая академия фортепиано

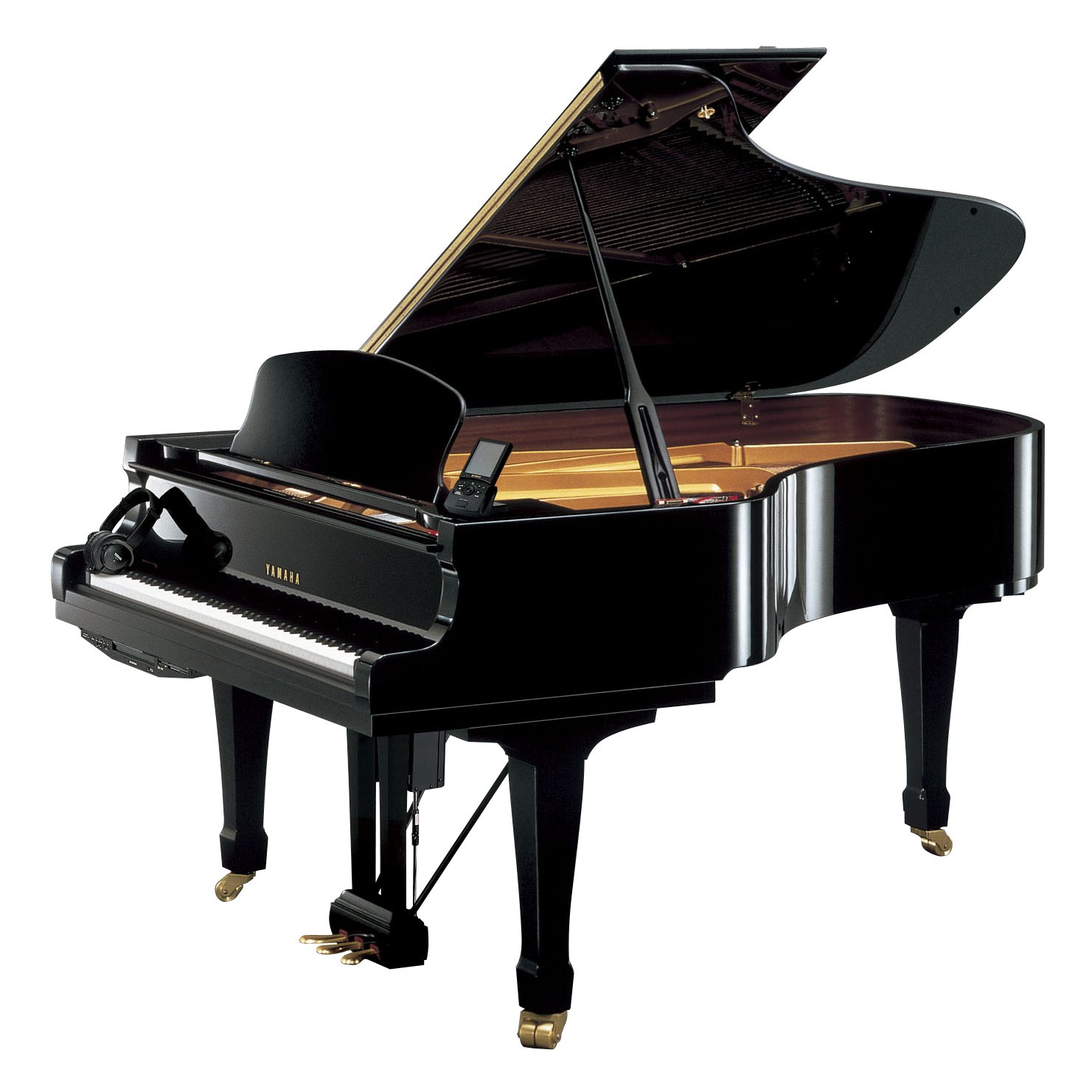
Дисклавир Yamaha

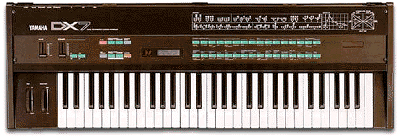
Синтезатор Yamaha DX7

В 1981 году Yamaha Motor предприняла попытку потеснить Honda с первого места по производству мотоциклов, начав массовое производство новых моделей. Конкуренты ответили тем же, а Harley-Davidson добилась введения ограничительных тарифов на импорт японских мотоциклов в США, в результате Yamaha Motor осталась с миллионом непроданных мотоциклов, долгом в 1 млрд $ и чистым убытком 126 млн долл. На основную корпорацию, Nippon Gakki, это оказало ограниченный эффект, поскольку она в то время контролировала только 39 % акций Yamaha Motor, а электронные музыкальные инструменты Yamaha пользовались большим успехом. В частности, в 1983 году на рынках появилось электронное пианино «Клавинова», а также был выпущен цифровой синтезатор Yamaha DX7, который был очень популярен в 80-е годы и стал одной из наиболее продаваемых моделей за всю историю существования синтезаторов.
В 1982 году была выпущена трёхполосная АС NS-2000, развитие NS-1000.
В 1983 году на пост президента корпорации вступил представитель третьего поколения Кавасаки, Хироси Кавасаки, его отец занял пост председателя правления. Между отцом и сыном возникли разногласия, что привело к нескольким существенным просчётам. Были построены большие штаб-квартиры в Лондоне и Буэна-Парк (Калифорния), которые остались невостребованными. В 1983 году компания, без должного изучения рынка, начала выпуск персональных компьютеров, выпустив серию машин MSX (Ямаха КУВТ), которые не пользовались спросом. Несколько позднее был выпущен компьютер Yamaha CX5, имеющий встроенный модуль синтезатора SFG-01 (с возможностью подключения SFG-05) и предназначенный специально для создания музыки, использовался некоторыми отечественными музыкантами, работавшими в жанре электронной музыки с середины по конец 1980-х годов.
В 1984 году корпорацией была разработана собственная технология производства первых промышленных роботов. В 1986 году компания начинает продажи первых цифровых процессоров звукового поля DSP-1, в 1986 году было запущено направление SRS (Sound Room System).

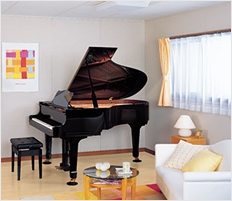
Soundproof Room

В 1987 году, к столетию основания, компания была переименована в Yamaha Corporation.
В 1987 году в нескольких столицах мира были открыты центры по работе с артистами, Yamaha Artist Services, Inc., позднее открыты центры в Москве, Лондоне, Нью-Йорке, Париже, Пекине, Сеуле, Токио, Какегаве, Тайбэе. В том же году в Японии были созданы школы для обучения английскому языку, действующие по состоянию на 2010-е годы.
В 1988 году компания приобрела фирму Sequential Circuits, а на протяжении 1989—1993 годов владела контрольным пакетом (51 %) акций Korg, конкурента на рынке музыкальных инструментов и оборудования для создания музыки.
В 1989 году Нью-Йоркский музей современного искусства приобрёл Wind MIDI Controller WX7 для своей коллекции. В том же году корпорация представила первый в мире привод для записи компакт-дисков CD-R. В 1990 году было запущено производство музыкальных инструментов в Китае. В 1991 году Музей современного искусства пополняет свою коллекцию сабвуфером Active Servo Processing Speaker YST-SD 90. В 1992 году было запущено производство AV-техники в Малайзии и Индонезии. Также в 1992 году под давлением профсоюза рабочих корпорации закончилась эра правления семьи Кавасаки, Yamaha Corporation возглавил Сейзуке Уэсима (Seisuke Ueshima).
В 1993 году Yamaha создала первые в мире титановые клюшки для гольфа.

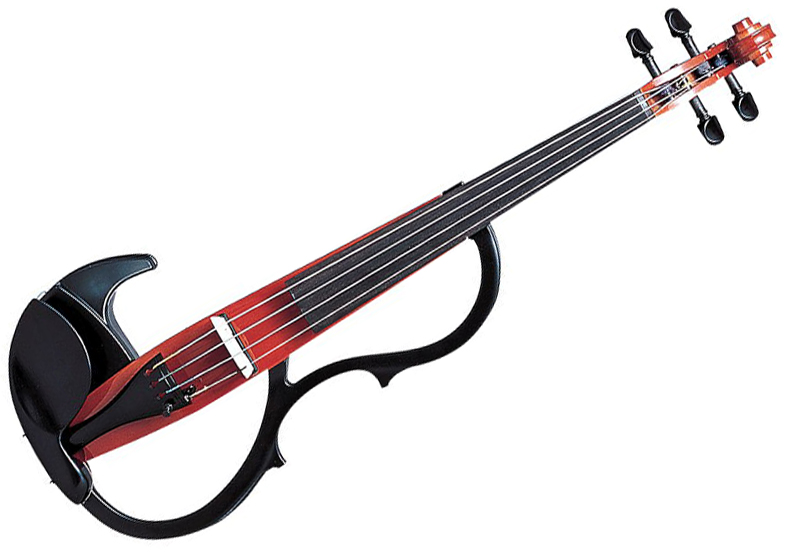
Скрипка серии Silent

В 1993 году состоялся дебют пианино серии Silent, а в 1994 году Yamaha представляет на рынке рояли данной серии. Фортепиано Silent — это акустические инструменты, оснащённые вдобавок электронными датчиками нажатия клавиш, такими же, как у цифровых фортепиано. Когда музыкант желает поупражняться в наушниках, не причиняя беспокойства окружающим, он может отключить механику акустической части инструмента и переключиться на электронные датчики. Уже за первый год было продано 17 тысяч таких пианино при цене 7300 долл. В 1995 году начинается производство ударных установок серии Silent, в 1996 году фирма выпускает барабаны DTX Silent Session, в следующем году — представляет на рынке скрипку серии Silent, а в 1998 году и 2002 году начинается выпуск соответственно виолончелей и альтов серии Silent.

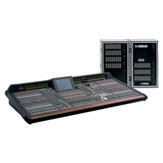
Микшерный пульт Yamaha PM1D V2

В 1994 году освоено производство цифровых микшеров, первой моделью был микшер Pro-mix 01, а в 2001 году вышел пульт PM1D. В 1998 году Yamaha объединяет запатентованные технологии для создания цифрового процессора звукового поля и системы домашнего кинотеатра.

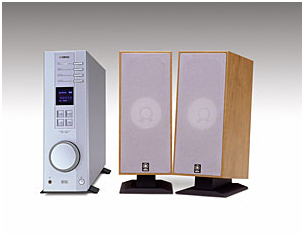
Акустическая система Yamaha

В 1999 году запущено производство мультимедийной акустической системы для компьютеров, в 2000 году фирма основывает звукозаписывающую компанию Yamaha Music Communications.
В 1998 году компания представляет на рынке технологию синтеза пения Vocaloid — программное обеспечение, имитирующее поющий голос человека на основе заданной мелодии и текста.
С 2004 Yamaha начинает сотрудничать с американской Klipsch, в этом же году запущено производство новой акустической системы YSP-1 Digital Sound Projector.
В 2004 году Yamaha выкупила у Pinnacle Systems, немецкого производителя программного обеспечения для создания музыки, компанию Steinberg (Steinberg Media Technologies GmbH) известную, прежде всего, программой Cubase).
В 2007 году корпорация Yamaha награждена технической премией Technical Grammy.
20 декабря 2007 года была приобретена компания Bösendorfer, а в 2008 году корпорация купила фирму Nexo.
В 2008 году начато производство синтезатора тэнори-он.
В 2010 году компания Yamaha продемонстрировала TLF-speaker — гибкий громкоговоритель в форме плаката, излучающий узконаправленную звуковую волну.
В 2014 году корпорация объявила о поглощении производителя оборудования для цифровых гитарных блоков эффектов и усилителей Line6.
Также в 2014 году корпорация Yamaha объявила о соглашении с компанией Revolabs, Inc. (штаб-квартира в Садбери, штат Массачусетс) — компанией, занимающейся разработкой, производством и продажей беспроводных микрофонов и телефонов для корпоративных конференц-залов и другой продукции. В рамках соглашения Revolabs становится дочерней компанией Yamaha, находящейся в полном её владении.

## Логотип

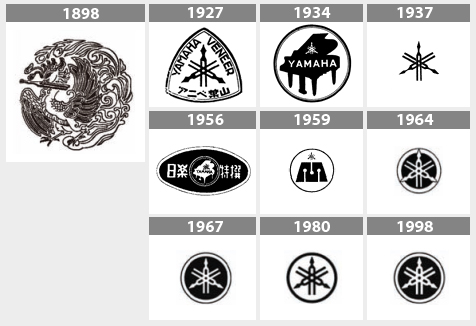
Изменения в логотипе Yamaha

Современный логотип Yamaha представляет собой написанное латиницей имя основателя Yamaha в сочетании с камертонами. Три камертона символизируют прочную связь между технологией, производством и продажами — тремя основополагающими элементами Yamaha Corporation.
Сейчас у Yamaha Motor и Yamaha различие логотипов состоит в расположении камертонов, которые пересекают круг у Yamaha Motor и заключены в круг у Yamaha.

## Деятельность

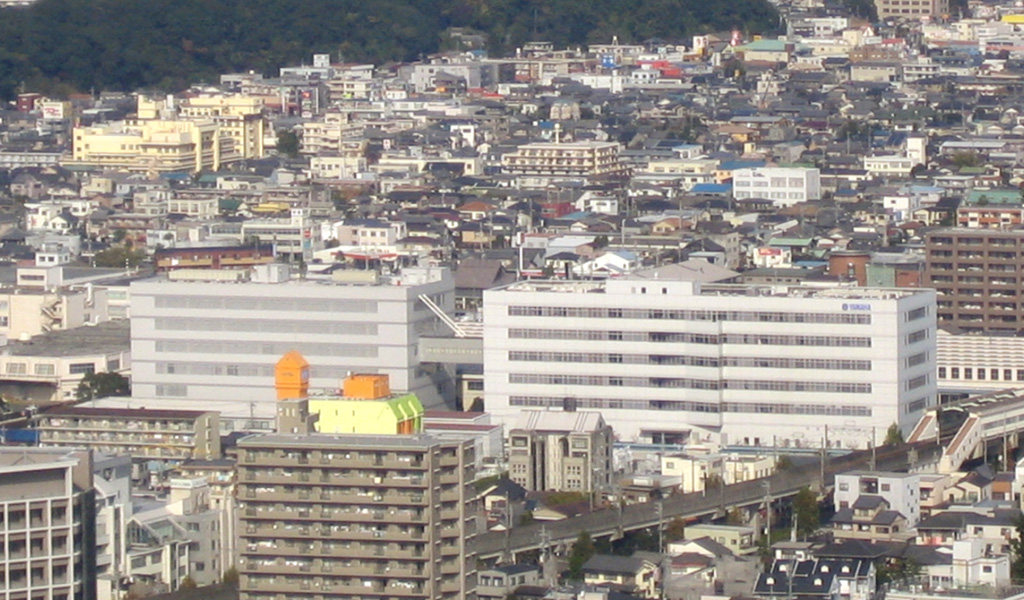
Главный офис

Основные направления деятельности Yamaha Corporation:
- Музыкальные инструменты — на корпорацию приходится около четверти мирового производства музыкальных инструментов. Доли основных продуктов на мировом рынке (2023 финансовый год, в денежном выражении, на основе опросов Yamaha): все музыкальные инструменты — 25 %, фортепиано — 33 %, цифровые пианино — 47 %, портативные клавиатуры — 45 %, духовые музыкальные инструменты — 31 %, гитары — 10 %. Оборот в 2023 году составил 302,7 млрд иен (67 % от оборота всей компании).
- Аудиотехника — производство профессиональной и потребительской аудиотехники, сетевого оборудования. Оборот в 2023 году составил 107,6 млрд иен.
- Другое  — производство электронных компонентов (электрических компасов, видеоконтроллеров), динамиков для ноутбуков, деревянных элементов интерьера автомобилей, систем промышленной автоматизации, товаров для гольфа, а также курортные комплексы (Цумагои, Katsuragi Kitanomaru, Katsuragi Golf Club). Оборот в 2023 году составил 41,1 млрд иен.

Основные регионы сбыта: Япония (14 %, доля неуклонно снижается), Северная Америка (29 %), Европа (22 %), Китай (16 %), другие регионы (19 %).
Производственные мощности имеются в Японии, КНР, Индонезии, Индии и Малайзии.
|                | 2000…   | 2005…  | 2010   | 2011  | 2012   | 2013  | 2014  | 2015  | 2016  | 2017  | 2018  | 2019  | 2020  | 2021  | 2022  | 2023  |
| -------------- | ------- | ------ | ------ | ----- | ------ | ----- | ----- | ----- | ----- | ----- | ----- | ----- | ----- | ----- | ----- | ----- |
| Оборот         | 527,9…  | 534,1… | 414,8  | 373,9 | 356,6  | 366,9 | 410,3 | 432,2 | 435,5 | 408,3 | 433,0 | 434,4 | 414,2 | 372,6 | 408,2 | 451,4 |
| Чистая прибыль | -40,78… | 19,70… | -4,921 | 5,078 | -29,38 | 4,122 | 22,90 | 24,93 | 32,63 | 46,72 | 54,38 | 40,34 | 34,62 | 26,62 | 37,27 | 38,18 |
| Активы         | 543,1…  | 505,6… | 402,2  | 390,9 | 366,6  | 390,6 | 438,9 | 530,0 | 469,7 | 522,4 | 552,3 | 515,9 | 474,0 | 557,6 | 580,7 | 594,2 |

Примечание. Компания заканчивает финансовый год 31 марта.

## Галерея: некоторые товары Yamaha

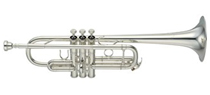
Медные и деревянные духовые инструменты
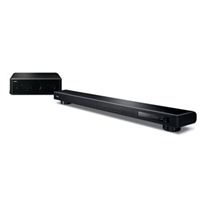
Звуковые проекторы
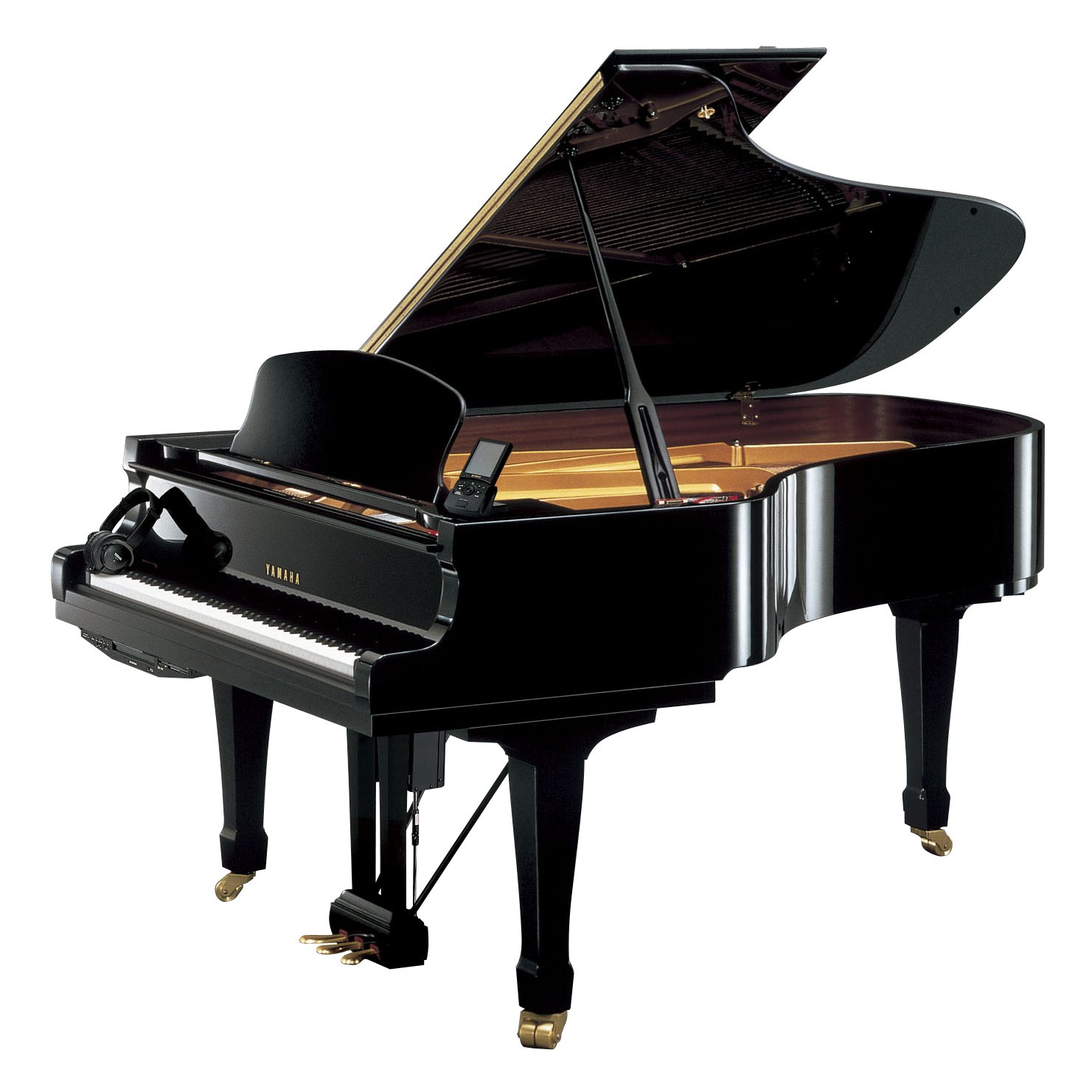
Рояли Premium-класса
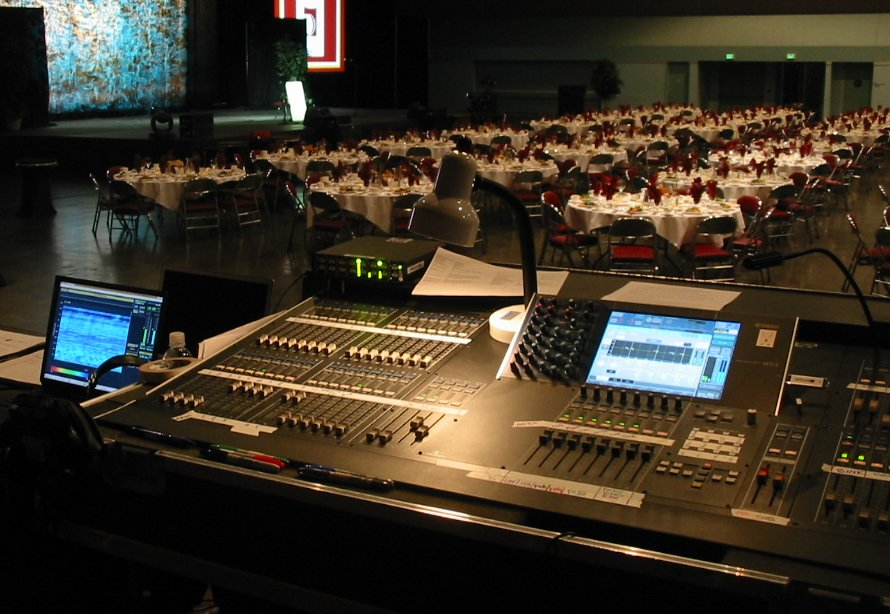
Цифровые микшеры
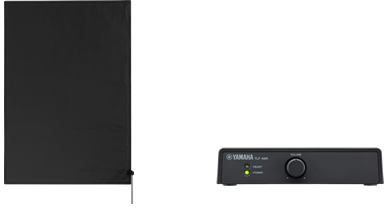
TLF-speaker
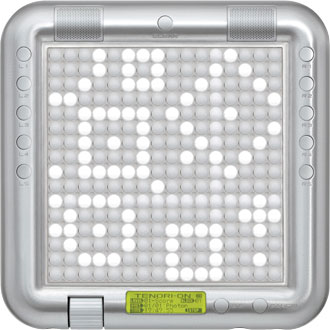
Tenori-on

## Руководство
Такуя Наката (Takuya Nakata) — председатель совета директоров Yamaha Corporation с апреля 2024 года, до этого (с 2013 года) был президентом и директором, также член совета директоров Yamaha Motor Co., Ltd.. В корпорацию пришёл в 1981 году, сразу после окончания университета Кэйо.
Ацуси Ямаура (Atsushi Yamaura) — президент и исполнительный директор Yamaha Corporation с 2024 года, в компании с 1992 года.

## Акционеры
- The Master Trust Bank of Japan — 23,7 %;
- Custody Bank of Japan — 9,0 %;
- Yamaha Motor Company — 4,7 %;
- The Shizuoka Bank, Ltd. — 4,4 %;
- Sumitomo Life Insurance Company — 4,3 %;
- Mitsui Sumitomo Insurance Co., Ltd. — 3,5 %;
- Nippon Life Insurance Company — 2,9 %;
- State Street Bank and Trust Company — 2,0 %;
- Deutsche Bank Trust Company Americas — 1,7 %;
- Mizuho Bank, Ltd. — 1,7 %[2].